# Oceanijsko prvenstvo u košarci 1981.
Oceanijsko prvenstvo u košarci 1981. bilo je peto izdanje ovog natjecanja. Igralo se od z. i 8. kolovoza u Christchurchu. Pobjednik se kvalificirao na SP 1982.

## Turnir
| 1. momčad  | Ishod   | 2. momčad   |
| ---------- | ------- | ----------- |
| Australija | 78 : 55 | Novi Zeland |
| Australija | 80 : 71 | Novi Zeland |

| Pobjednici Oceanijskog košarkaškog prvenstva 1981. |
| AUSTRALIJA Peti naslov                             |